# پروتکل دمشق
پروتکل دمشق (به انگلیسی: Damascus Protocol) سندی بود که در ۲۳ مه ۱۹۱۵ توسط انجمن‌های مخفی عرب الفتات و العهد در دومین سفر فیصل بن حسین به دمشق در جریان مأموریت مشورت با مقامات ترک در قسطنطنیه به وی داده شد.
انجمن‌های مخفی اعلام کردند که اگر خواسته‌های مندرج در پروتکل به انگلیسی‌ها ارائه شود، از شورش حسین بن علی، پدر فیصل علیه امپراتوری عثمانی حمایت خواهند کرد. این خواسته‌ها و تعیین قلمرو یک کشور مستقل عربی برای ایجاد در خاورمیانه که تمام سرزمین‌های غرب آسیای عثمانی را در جنوب موازی مدار ۳۷ شمالی در بر بگیرد، اساس درک اعراب از مکاتبات مک ماهون و حسین شد.

## متن
این متن برای اولین بار توسط جورج آنتونیوس در سال ۱۹۳۸ بر اساس نسخه ای از پروتکلی که فیصل به او داده بود به انگلیسی ترجمه شد:
«به رسمیت شناختن استقلال کشورهای عربی در مرزهای زیر توسط بریتانیای کبیر:
شمال: خط مرسین - آدانا به موازات ۳۷ شمالی. و از آنجا در امتداد خط بیریجک - اورگه - ماردین - میدیات - جزیرات (ابن عنیر) - آمادیه تا مرز پارس.
شرق: مرز فارس تا خلیج فارس.
جنوب: اقیانوس هند (به استثنای عدن که قرار شد وضعیت آن حفظ شود).
غرب: دریای سرخ و دریای مدیترانه به مرسین بازمی‌گردد.
لغو کلیه امتیازات استثنایی که تحت کاپیتولاسیون به بیگانگان اعطا می‌شود.
انعقاد یک اتحاد دفاعی بین بریتانیای کبیر و کشور مستقل عربی آینده.

 و اعطای اولویت اقتصادی به بریتانیای کبیر».

## زمینه

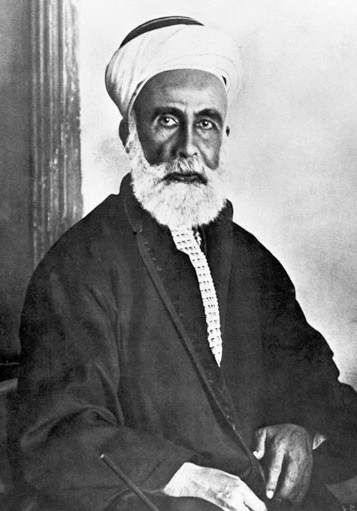
سید حسین بن علی، شریف، امیر مکه و پادشاه حجاز

### مذاکره با کیچنر
در ۵ فوریه ۱۹۱۴، عبدالله پسر شریف، با هربرت کیچنر، فرماندار کل بریتانیا در مصر و سودان، در قاهره ملاقات کرد و از او پرسید که آیا حسین می‌تواند در صورت تحرکات ترکیه علیه حجاز به حمایت بریتانیا تکیه کند. در این مرحله کیچنر هیچ تشویقی نداشت، اما دو ماه بعد عبدالله با وزیر شرقی کیچنر، سر رونالد استورز ملاقات کرد و به او اطمینان داده شد که بریتانیای کبیر وضعیت موجود در عربستان را در برابر «تجاوزات عمدی ترکیه» تضمین خواهد کرد.

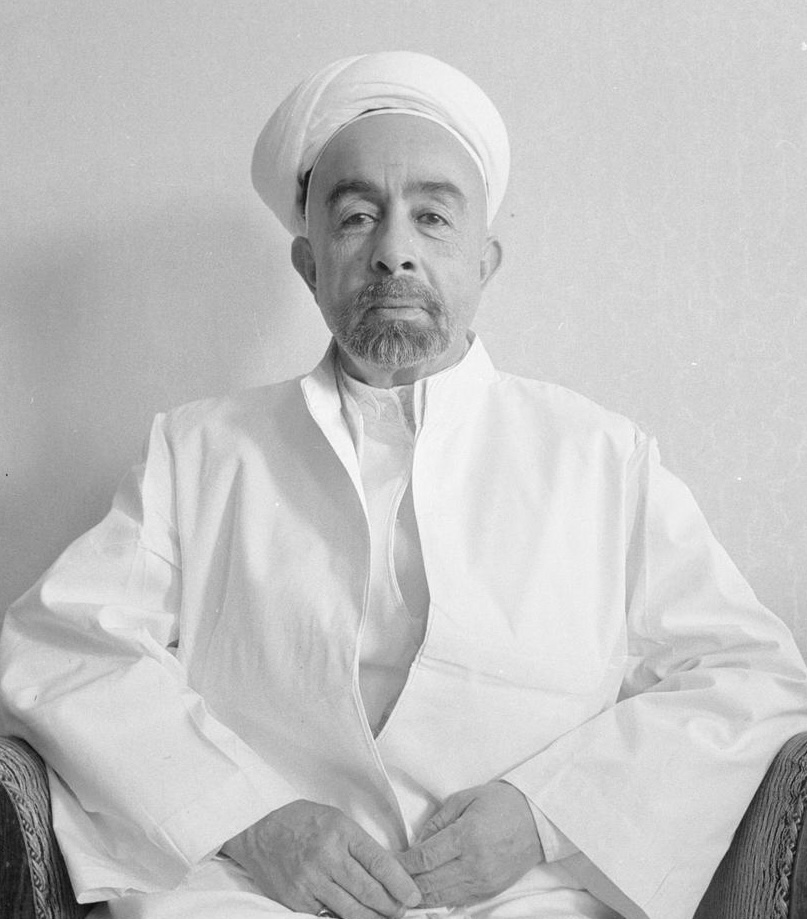
عبدالله اول بن الحسین، پادشاه اردن (۱۹۴۹–۱۹۵۱) در مکه، امپراتوری عثمانی (عربستان سعودی کنونی) به دنیا آمد.

اکراه بریتانیا برای مخالفت با ترکها پس از شروع جنگ در اوت ۱۹۱۴ از بین رفت. کیچنر، وزیر امور خارجه وقت در امور جنگ، پیامی به عبدالله فرستاد و پرسید که اگر ترکیه در کنار آلمان به جنگ بپیوندد، آیا اعراب از بریتانیای کبیر حمایت خواهند کرد؟ عبدالله در پاسخ گفت که شریف در ازای حمایت بریتانیا از ترک‌ها از بریتانیا حمایت خواهد کرد.

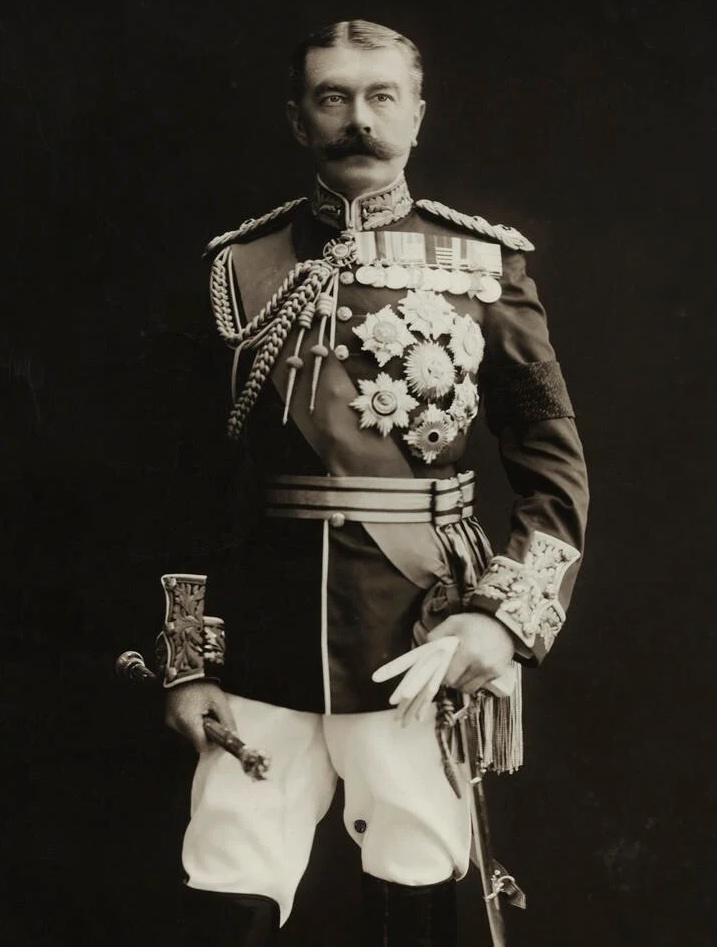
هربرت کیچنر، اولین ارل کیچنر

در زمان پاسخ کیچنر در اکتبر، ترک‌ها به آلمانی‌ها پیوستند.
کیچنر اکنون اظهار داشت که اگر امیر و «ملت عرب» از بریتانیا در جنگ حمایت کنند، بریتانیا استقلال امارات و اعراب را به رسمیت شناخته و از آن حمایت خواهد کرد و علاوه بر این، حفاظت عربستان را در برابر تهاجم خارجی تضمین خواهد کرد. و سپس کیچنر بی‌دلیل و به اختیار خود عبارتی را اضافه کرد که برای سال‌های آینده در لندن و خاورمیانه جنجال ایجاد می‌کرد. او نتیجه گرفت: «ممکن است یک عرب از نژاد واقعی، خلافت را در مکه یا مدینه به دست گیرد و از همه بدی‌هایی که اکنون رخ می‌دهد، به کمک خدا خیری حاصل شود».
حسین در پاسخ خود اشاره ای به خلافت نکرد اما گفت که به دلیل موقعیتی که در اسلام دارد نمی‌تواند فوراً از ترکان جدا شود.

### اعلامیه جهاد ترکیه
در ۱۱ نوامبر ۱۹۱۴، ترکها علیه متفقین جنگ جهانی اول اعلام جهاد کردند و از رهبر عرب حسین بن علی، شریف مکه خواستند که از این دعوت حمایت کند و به نیروهای آنها کمک کند.
به گفته اشنیر، در ژانویه ۱۹۱۵، فوزی البکری (برادر نصیب البکری، هر دو از اعضای الفتات و پدرش از دوستان قدیمی حسین بود) با هدف متقاعد کردن شریف حسین به او مراجعه کرد تا رهبر شورش علیه عثمانی شود. در همان زمان، پسر ارشد حسین، علی بن حسین، طرحی از ترکیه برای خلع شرف به نفع علی حیدر، رئیس شعبه مطلّب از خاندان شریفیان، کشف کرد. حسین به پسرش فیصل دستور داد تا با وزیر اعظم در قسطنطنیه با شواهد توطئه مقابله کند، اما همچنین در دمشق توقف کند تا امکان شورش با رهبران انجمن‌های مخفی را بررسی کند، که او در ۲۶ مارس ۱۹۱۵ این کار را انجام داد. پس از یک ماه گفتگو، فیصل نسبت به قدرت جنبش عرب متقاعد نشد و به این نتیجه رسید که شورش بدون کمک یکی از قدرت‌های بزرگ موفق نخواهد بود. فیصل با رسیدن به قسطنطنیه در آوریل و دریافت این خبر مبنی بر اینکه اعلامیه جهاد اعراب از سوی ترک‌ها ضروری است، به همان اندازه نگران موقعیت خانواده‌اش در حجاز شد.
فیصل در بازگشت از دمشق برای از سرگیری مذاکرات با الفتات و العهد دیدن کرد و به جنبش انقلابی آنها پیوست. در این دیدار بود که سندی که به پروتکل دمشق معروف شد به فیصل ارائه شد. این سند اعلام می‌کرد که اعراب در ازای به رسمیت شناختن استقلال عرب در اتحاد با بریتانیای کبیر در منطقه ای که از مدار ۳۷ درجه شمالی در مرز جنوبی ترکیه که از شرق به ایران و خلیج فارس و از غرب توسط دریای مدیترانه و در جنوب توسط دریای عرب محدود می‌شود، قیام خواهند کرد.

### جلسه در طائف
پس از مشورت در طائف بین حسین و پسرانش در ژوئن ۱۹۱۵، که طی آن فیصل توصیه به احتیاط کرد، علی علیه شورش استدلال کرد و عبدالله از اقدام به دفاع کرد، شریف تاریخ آزمایشی را برای شورش مسلحانه ژوئن ۱۹۱۶ تعیین کرد و مذاکرات را با کمیساریای عالی بریتانیا در مصر، هنری مک ماهون، آغاز کرد.

## یادداشت
1. ↑  Herzog, 1975, p. 213.
2. ↑  Ismael, 1991, p. 65.
3. ↑  Antonius, George (1938). The Arab Awakening: The Story of the Arab National Movement. H. Hamilton. p. 157.
4. 1 2  Paris, 2003, p. 22.
5. 1 2 3 4  Paris, 2003, p. 23.
6. ↑  Isaiah Friedman (17 April 2018). Palestine: A Twice-Promised Land?. Taylor & Francis. pp. 311–. ISBN 978-1-351-29006-7.
7. ↑  Jonathan Schneer (1 August 2011). The Balfour Declaration: The Origins of the Arab-Israeli Conflict. A&C Black. pp. 51–. ISBN 978-1-4088-0970-9.
8. ↑  British Imperial Connexions to the Arab National Movement, 1912-1914, accessed 8 April 2007.
9. 1 2  Paris, 2003, p. 24.